# Thelypteris dudleyi
Thelypteris dudleyi är en kärrbräkenväxtart som beskrevs av Alan Reid Smith. Thelypteris dudleyi ingår i släktet Thelypteris och familjen Thelypteridaceae. Inga underarter finns listade.